# José Belisário da Silva
Dom José Belisário da Silva, O.F.M. (Carmópolis de Minas, 4 de agosto de 1945) é um bispo católico brasileiro, arcebispo emérito de São Luís do Maranhão.

## Biografia
Filho de Geraldo Franklin da Silva e Ester Francisca da Silva, dom José nasceu no distrito Japão de Oliveira (na época pertencente a Oliveira e que mais tarde se emanciparia com o nome de Carmópolis de Minas), sendo o quinto filho da família de um total de seis irmãos, seus irmãos são Vicente Belisário de Assis, Estefânia Assis, Hélio Belisário de Assis, Geraldo Belisário de Assis e Maria José de Assis. Foi registrado como José Belisário de Assis, mas por não ter o sobrenome de seu pai teve que mudar para José Belisário da Silva após ingressar na Ordem Franciscana. Sua infância foi na Fazenda  Santa Áurea, pertencente a sua família, localizada no Povoado da Paciência, onde viveu até decidir seguir sua vocação e entrar no seminário. No dia 2 de fevereiro de 1964 fez os primeiros votos na Ordem Franciscana, e cinco anos depois, em 1969 emitiu os votos solenes.
No Convento São Boaventura em Daltro Filho cursou Filosofia e graduou-se na Faculdade de Filosofia, Ciências e Letras de Divinópolis. Concluiu Teologia no Instituto Central de Filosofia e Teologia da Pontifícia Universidade Católica de Minas Gerais.

## Sacerdócio
Foi ordenado sacerdote no dia 13 de dezembro de 1969, em Carmópolis de Minas. Como presbítero exerceu as seguintes atividades: Foi vigário Paroquial na Paróquia Nossa Senhora do Patrocínio e Professor na Escola Normal Nossa Senhora de Fátima, em Abaeté, no ano de 1970; Vigário Paroquial na Paróquia Nossa Senhora de Fátima; de 1971 a 1974 foi professor de Psicologia Educacional na Fundação Universitária do Nordeste Mineiro e Mestre de Frades de Profissão Temporária, em Teófilo Otoni; foi reitor e professor de disciplinas em nível de Ensino Médio no Seminário Seráfico Santo Antônio, na cidade de Santos Dumont, entre os anos de 1974 a 1980.
Na Província Franciscana de Santa Cruz foi Secretário, de 1980 a 1983 e Ecônomo, de 1980 a 1985; foi Mestre de Frades de Profissão Temporária em Betim, no ano de 1983; foi administrador e professor no Postulantado Franciscano da Cruz de São Damião na cidade de São João del Rei, de 1985 a 1992; foi reitor e professor de disciplinas de Ensino Médio no Seminário Seráfico Santo Antônio em Santos Dumont, de 1992 a 1997; foi novamente administrador e professor no Postulantado Franciscano da Cruz de São Damião em São João del Rei, desta vez de 1997 a 1999; foi redator da Revista Santa Cruz da Província Franciscana de Santa Cruz, entre ao anos de 1975 a 1980, de 1983 a 1985, e de 1992 a 1995; foi também definidor provincial, por três oportunidades: de 1977 a 1980, de 1983 a 1986 e de 1989 a 1994.

## Episcopado
Foi nomeado pelo Papa João Paulo II bispo da Diocese de Bacabal, no dia 1 de dezembro de 1999. Foi ordenado bispo em Carmópolis de Minas, aos 19 de fevereiro de 2000. Tomou posse como Bispo de Bacabal, em 19 de março do mesmo ano.
No dia 21 de setembro de 2005 foi elevado arcebispo pelo Papa Bento XVI, para a sede metropolitana de São Luís no Maranhão. Tomou posse como Arcebispo de São Luís, no dia 19 de novembro do mesmo ano.
Desde 2007 é membro efetivo da Comissão Episcopal para os Textos Litúrgicos da CNBB e secretário do regional Nordeste-5 da CNBB, também foi suplente do Conselho permanente da CNBB até 2011.
No dia 10 de maio de 2011 foi eleito Vice-presidente da CNBB.

## Lema e brasão
Lema: Invisibilem tamquam videns. (como se visse o invisível. - Hb 11, 27)
Brasão: a) Cruz sobre o brasão: A Cruz é colocada como suporte do estandarte, representa a força para a ação evangelizadora; b) Estrela de Davi: a estrela lembra os 2005 anos (ano da ordenação) do nascimento de Jesus Cristo e estrela da Evangelização, a Mãe do Salvador; c) Cruz de Frei Henrique de Coimbra: lembra os 505 anos de Evangelização do Brasil; d) Palmeiras: faz alusão ao poema de Gonçalves Dias, que exalta esta terra; e) Silhueta de montes e os braços: a silhueta ao fundo e os braços cruzados de Cristo e de Francisco lembram o Monte Carmelo, Carmópolis de Minas e a origem franciscana de Dom Belisário.